# Manuela Cambronero
Manuela María Cambronero de Lana Peña, (La Coruña o Valladolid c.1820 – Valladolid, 1854) fue una escritora gallega en lengua castellana.

## Trayectoria
Nacida alrededor de 1820, poco se sabe de su vida. Su padre desapareció trágicamente, su hermano enloqueció y la propia Manuela y su marido Lorenzo Caballero sufrieron graves dolencias. Residió en Cádiz y Valladolid.
En Valladolid estrenó su obra Sáfira, con un gran éxito de público, como apareció publicado en la Revista de Teatro. También se le aconsejó a la joven autora, tenía 20 años, a que hiciera un solo acto de los dos últimos.
Participó como colaboradora en la revista Galicia: Revista Universal de este Reino publicada en La Coruña en los años 1860-65. Sus poemas estaban escritos en castellano. En el titulado A la Coruña sigue la moda de la exaltación de lo propio, describiendo el paisaje de una forma agradable y nostálgica de la patria. Es una poesía de tema costumbrista con la métrica y la rima propias de la poesía erudita. También apareció obra suya publicada en el Álbum de la Caridad de 1862, junto a poetas como Rosalía de Castro.
A mediados de la década de 1840 aparece en una relación de dramaturgos españoles.
Fue la primera mujer española que publicó una novela en Venezuela, como folletín del Diario de Avisos entre marzo y abril de 1853.

### Hermandad Lírica
Formó parte del grupo llamado Hermandad lírica, junto a poetas como Amalia Fenollosa con la que mantuvo una intensa relación epistolar, Vicenta García Miranda, Carolina Coronado, Angela Grassi, Robustiana Armiño, entre otras. Publicó en el Pensil del Bello Sexo, suplemento de la revista El Genio, dirigida por Victor Balaguer, que está considerado la primera antología de escritoras españolas.

## Obra
- Sáfira (Valladolid, 1842), obra teatral en prosa. Es un drama histórico en cinco actos que trata sobre los amores entre una musulmana, Sáfira, y un cristiano Don Manrique.[1]
- El Ramillete: Inés (1846) novela corta.
- Días de convalecencia (La Coruña, Imprenta de Domingo Puja, 1852), recopilación de poemas y novelas cortas.[8]